# Edward R. Burke

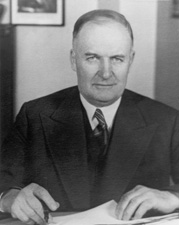
Edward R. Burke

Edward Raymond Burke (* 28. November 1880 in Running Water, Bon Homme County, South Dakota; † 4. November 1968 in Kensington, Maryland) war ein US-amerikanischer Politiker (Demokratische Partei), der den Bundesstaat Nebraska in beiden Kammern des US-Kongresses vertrat.

## Leben
Noch im Jahr seiner Geburt zogen Edward Burkes Eltern mit ihrem kleinen Sohn nach Sparta in Wisconsin, wo er später seine Schulbildung erhielt. Danach besuchte er das College in Beloit. Nach seinem Abschluss im Jahr 1906 arbeitete er bis 1908 als Lehrer in Chadron (Nebraska). Schließlich legte er sein juristisches Examen an der Law School der Harvard University ab und wurde 1911 in die Anwaltskammer aufgenommen, woraufhin er in Omaha zu praktizieren begann.
Im Ersten Weltkrieg diente Burke ab 1917 als Second Lieutenant bei der Luftwaffe, die zu diesem Zeitpunkt noch eine Teilstreitkraft der US Army war. Von 1927 bis 1930 war er Präsident des Bildungsausschusses von Omaha. Seine politische Laufbahn begann mit der Wahl ins Repräsentantenhaus der Vereinigten Staaten, dem er vom 4. März 1933 bis zum 3. Januar 1935 angehörte.
Um die Wiederwahl bewarb Burke sich nicht, nachdem er von seiner Partei als Kandidat für den US-Senat aufgestellt worden war. Er gewann die Wahl und absolvierte eine sechsjährige Amtsperiode bis 1941, während der er unter anderem den Vorsitz im Committee on Claims führte. Burke strebte die Wiederwahl an, wurde aber von den Demokraten nicht erneut nominiert.
In der Folge arbeitete er zunächst wieder als Anwalt in Omaha, ehe er 1942 nach Washington zurückkehrte und dort bis 1947 als Präsident der Southern Coal Producers Association fungierte. Danach vertrat Burke bis 1950 die Interessen der Hawaiian Statehood Commission, die den Beitritt des Hawaii-Territoriums zur Union vorbereitete, in der Bundeshauptstadt, ehe er sich in Maryland zur Ruhe setzte.